# 하인츠 호프
하인츠 호프(독일어: Heinz Hopf, 1894년 11월 19일 ~ 1971년 6월 3일)는 독일의 수학자다.

## 생애
독일 제국 브로츠와프 (오늘날 폴란드) 근처에 있는 작은 마을에서 빌헬름 호프(독일어: Wilhelm Hopf)와 엘리차베트 키르히너(독일어: Elizabeth Kirchner)의 아들로 태어났다. 아버지는 유대인이었으나 개신교로 개종하였고, 어머니는 개신교 집안 출신이었다.
브로츠와프에 있는 빌헬름 왕 김나지움(König-Wilhelm-Gymnasium)을 다녔고, 어렸을 때부터 수학에 재능을 보였다. 1913년에 브로츠와프 대학교에 입항하여 에른스트 슈타이니츠(Ernst Steinitz), 막스 덴, 루돌프 스투름(Rudolf Sturm) 등의 강의를 들었다. 제1차 세계 대전이 발발하자 1914년에 입대하였다. 두 번 부상당하였고, 1918년에 1급 철십자장을 수여받았다.
종전 후, 1920년에 베를린 훔볼트 대학교로 전학하였고, 여기서 박사 학위를 수여받았다. 졸업 후 괴팅겐 대학교에서 다비트 힐베르트, 에미 뇌터, 카를 다비트 톨메 룽게 등과 같이 연구하다가 1926년 다시 베를린 대학교로 돌아왔다. 1927~1928년에는 프린스턴 대학교에서 강의하였다.
1928년 10월에 아냐 폰 미크비츠(독일어: Anja von Mickwitz)와 혼인하였다. 1929년에 프린스턴 대학교에서 교수로 초빙하였으나 거절하였고, 1931년 취리히 연방 공과대학교에서 교편을 잡았다. 1940년에 프린스턴 대학교에서 다시 교수로 초빙하였으나 다시 거절하였다.
독일에서 나치 당이 정권을 잡아, 아버지가 유대인인 호프의 재산을 몰수하였다. 호프는 스위스 국적을 취득하고, 스위스에서 머물렀다. 전후 1946~47년 및 1955~56년에는 프린스턴 대학교에 머물렀고, 뉴욕 대학교 및 스탠퍼드 대학교에서 강의하였다. 1955년~1958년까지 국제 수학 연맹 회장을 맡았다. 1971년 스위스에서 사망하였다.
취리히 연방 공과대학교에서는 호프를 기려 2001년부터 2년마다 순수 수학에 대한 하인츠 호프 기념 강연(독일어: Heinz-Hopf-Vorlesung)을 개최하며, 2009년부터 호프 기념 강연과 동시에 하인츠 호프 상(독일어: Heinz-Hopf-Preis)을 수여하고 있다. 상금은 3만 스위스 프랑(약 35백만 원)이며, 2009년부터 호프 기념 강연은 호프 상 수상자가 맡는다.

## 출판물
- Alexandroff P., Hopf H. Topologie Bd.1 — B: 1935
- Hopf, Heinz (1964), 《Selecta Heinz Hopf》, Herausgegeben zu seinem 70. Geburtstag von der Eidgenössischen Technischen Hochschule Zürich, Berlin, New York: Springer-Verlag, MR 0170777
- Hopf, Heinz (2001), 《Collected papers/Gesammelte Abhandlungen》, Berlin, New York: Springer-Verlag, ISBN 978-3-540-57138-4, MR 1851430

## 같이 보기
- 양자군

## 참고 문헌
- Bagni, Giorgio T. “Heinz Hopf”. History of ICMI web-site.
- Hilton, Peter J. (1972), “Heinz Hopf”, 《Bulletin of the London Mathematical Society》 4 (2): 202–217, doi:10.1112/blms/4.2.202